# Кубок Швейцарії з футболу 1928—1929
Четвертий сезон Кубка Швейцарії з футболу, що проводився з 2 вересня 1928 по 20 травня 1929 року.

## 1/32 фіналу
| Команда 1                | Рахунок | Команда 2              |
| ------------------------ | ------- | ---------------------- |
| 13.10.1928, 14:30        |         |                        |
| Аарау                    | 2:1     | Нордштерн Базель       |
| Базель                   | 10:20   | Бюлах                  |
| Біль-Б'єнн               | 2:1     | Берн                   |
| Блек Старз (Базель)      | 0:1     | Блю Старз Цюрих        |
| Брюль Санкт-Галлен       | 3:4     | Янг Фелловз Цюрих      |
| Ксамакс                  | 3:0     | Ла Тур де Пайльц       |
| Конкордія Базель         | 14:40   | Тальвіль               |
| Конкордія Ювена Івердон  | 3:1     | Ла-Локль               |
| Фройнфельд               | 1:2     | Лісталь                |
| Гренхен                  | 5:1     | Ольтен                 |
| Джонктон Женева          | 2:0     | Глорія-Шпортс Ле-Локль |
| Кіккерс Люцерн           | 6:4     | Ерлікон Цюрих          |
| Ла Шо-де-Фон             | 2:5     | Мадреш                 |
| Ленггессе Берн           | 0:3     | Вікторія Берн          |
| Локарно                  | 3:1     | Олд Бойз               |
| Луганезі                 | 4:2     | Алльшвіль              |
| Люцерн                   | 4:1     | Альтштеттен Цюріх      |
| Мінерва Берн             | 2:1     | Етуаль Каруж           |
| Мюнхенштайн              | 1:9     | Цюрих                  |
| Сент-Круа Спортс         | 1:2     | Фрібур                 |
| Санкт-Галлен             | 0:4     | Вінтертур              |
| Серветт Женева           | 7:0     | Зегрінгія Берн         |
| Сіріус Цюрих             | 1:6     | Біршвельден            |
| Золотурн                 | 8:4     | Сілва-Шпортс Ле-Локль  |
| Стад Лозанна             | 6:2     | Делемон                |
| Таваннес                 | 8:1     | Веве                   |
| Трамелан                 | 2:8     | Етуаль Ла Шо-де-Фон    |
| Уранія Женева Спорт      | 3:0     | Нідау                  |
| ФК Устер                 | 00:11   | Лугано                 |
| Вінтертгюрер Шпортверайн | 2:4     | К'яссо                 |
| Янг Бойз                 | 7:0     | Ксамакс                |
| Волен                    | 1:4     | Грассгоппер            |

## 1/16 фіналу
| Команда 1               | Рахунок   | Команда 2         |
| ----------------------- | --------- | ----------------- |
| 04.11.1928, 14:30       |           |                   |
| Аарау                   | 0:2       | Янг Фелловз Цюрих |
| Базель                  | 2:3       | Конкордія Базель  |
| Біль-Б'єнн              | 5:0       | Мінерва Берн      |
| Блю Старз Цюрих         | 1:3       | Лісталь           |
| Ксамакс                 | 3:1       | Стад Лозанна      |
| Конкордія Ювена Івердон | 2:3 (д.ч) | Таваннес          |
| Етуаль Ла Шо-де-Фон     | 3:0       | Гренхен           |
| Фрібур                  | 5:1       | Джонктон Женева   |
| Кіккерс Люцерн          | 1:4       | Цюрих             |
| Локарно                 | 1:2       | Луганезі          |
| Лугано                  | 5:1       | Грассгоппер       |
| Люцерн                  | 4:1       | Біршвельден       |
| Мадреш                  | 6:4       | Золотурн          |
| Янг Бойз                | 12:30     | Вікторія Берн     |
| Уранія Женева Спорт     | 2:2 (д.ч) | Серветт Женева    |
| 11.11.1928, 14:30       |           |                   |
| К'яссо                  | 2:4 (д.ч) | Вінтертур         |

### Перегравання
| Команда 1         | Рахунок   | Команда 2           |
| ----------------- | --------- | ------------------- |
| 18.11.1928, 14:30 |           |                     |
| Серветт Женева    | 0:1 (д.ч) | Уранія Женева Спорт |

## 1/8 фіналу
| Команда 1           | Рахунок | Команда 2           |
| ------------------- | ------- | ------------------- |
| 02.12.1928, 14:30   |         |                     |
| Біль-Б'єнн          | 2:3     | Етуаль Ла Шо-де-Фон |
| Ксамакс             | 1:0     | Таваннес            |
| Лісталь             | 2:3     | Луганезі            |
| Люцерн              | 0:2     | Лугано              |
| Вінтертур           | 5:3     | Цюрих               |
| Янг Бойз            | 5:0     | Мадреш              |
| Янг Фелловз Цюрих   | 0:1     | Конкордія Базель    |
| 06.01.1929, 14:30   |         |                     |
| Уранія Женева Спорт | 2:0     | Фрібур              |

## Чвертьфінали
| Команда 1           | Рахунок   | Команда 2 |
| ------------------- | --------- | --------- |
| 27.01.1929, 14:30   |           |           |
| Ксамакс             | 1:2       | Луганезі  |
| 03.02.1929, 14:30   |           |           |
| Етуаль Ла Шо-де-Фон | 0:1       | Янг Бойз  |
| Уранія Женева Спорт | 3:0       | Вінтертур |
| Конкордія Базель    | 0:0 (д.ч) | Лугано    |

### Перегравання
| Команда 1        | Рахунок | Команда 2        |
| ---------------- | ------- | ---------------- |
| 10.02.1929 14:30 |         |                  |
| Лугано           | 0:2     | Конкордія Базель |

## Півфінали
| Команда 1           | Рахунок | Команда 2        |
| ------------------- | ------- | ---------------- |
| 3.3.1929, 15:00     |         |                  |
| Янг Бойз            | 5:2     | Луганезі         |
| 28.04.1929 15:00    |         |                  |
| Уранія Женева Спорт | 2:1     | Конкордія Базель |

| 3 березня |

| Янг Бойз                                              | 5:2 | Луганезі                          |
| ----------------------------------------------------- | --- | --------------------------------- |
| 5' Г. фон Аркс 25' Фанк 37' Я. фон Аркс 69' 79' Дасен |     | 6' (пен.) Джілардоні 42' Андреолі |

| «Ванкдорф», Берн Глядачів: 4500 Арбітр: Кемпф (Цюрих) |

- Янг Бойз: Юнг, Гайнріх фон Аркс, Грундер, Бальді, Фегелі, Фассон, Фесслер, Фанк II, Дасен, Ян фон Аркс, Шіккер.

- Луганезі: Мерегаллі, Бассі, Печіні, Бернасконі, Джілардоні, Бардолі, Доменіконі, Де Анджелі, Андреолі, Донічетті, Гамбірасіо.

| 28 квітня |

| Уранія Женева Спорт     | 2:1 | Конкордія Базель |
| ----------------------- | --- | ---------------- |
| 20' (пен.) 31' Греттлер |     | 69' Дітвайлер    |

| «Стад де Фронтене», Женева Глядачів: 5000 Арбітр: Ганс Ендерлі (Вінтертур) |

- Уранія: Ніколлін, Бові, Папастратідес, Луашо, Росс, Берхтен, Лінгардт, Греттлер, Барр'єр, Відеркер, Стальдер.

- Конкордія: Вебер, Гюрцелер, Еренбольгер II, Богні, Шуманн, Баррер, Еренбольгер I, Нанн, Дітвайлер, Крістен, Рау.

## Фінал
Фінальний матч був зіграний 20 травня 1929 у Женеві.
| Команда 1           | Рахунок | Команда 2 |
| ------------------- | ------- | --------- |
| Уранія Женева Спорт | 1:0     | Янг Бойз  |

| 20 травня |

| Уранія Женева Спорт | 1:0 | Янг Бойз |
| ------------------- | --- | -------- |
| 17' Барр'єр         |     |          |

| «Стад де Фронтене», Женева Глядачів: 9000 Арбітр: Ганс Ендерлі (Вінтертур) |

- Уранія: Марсель Ніколлін, Едуар Бові, Жан Папастратідес (К), Едмон Луашо, Конрад Росс, Берхтен, Лінгардт, Греттлер, Рене Барр'єр, Відеркер, Ервін Стальдер. Тренер: Анрі Вальдвогель

- Янг Бойз: Ганс Пульвер, Еріх Грюндер, Гайнріх фон Аркс, Алекс Бальді, Германн Фогелі, Маріо Фассон, Пауль Фесслер, Фанк II, Рудольф Дасен, Ян фон Аркс, Віктор Шіккер. Тренер: Ернст Меєр